# 3199 Nefertiti
3199 Nefertiti este un asteroid din grupul Amor, descoperit pe 13 septembrie 1982 de Carolyn Shoemaker și Eugene Shoemaker.